# Filifolium sibiricum
Filifolium es un género monotípico perteneciente a la familia de las asteráceas. Su única especie: Filifolium sibiricum, es originaria de Asia.

## Descripción
Es una planta herbácea perennifolia, con la base algo leñosa, cubierta con vainas fibrosas. Hojas alternas, pinnatisectas con largos lóbulos filiformes. La inflorescencia aplanada en la cima. Capítulos pequeños. Involucro hemisférico, brácteas en 4 filas. Los floretes femeninos marginales, la corola estrechándose arriba, el ápice diminutamente tetra-dentado. Disco de florecillas macho, al parecer, bisexual. Los frutos en aquenios oblicua obovoides.

## Distribución
Se distribuye por China, Japón, Corea, Mongolia y Rusia (Siberia).

## Propiedades
La planta contiene el principio activo axillarin.

## Taxonomía
Filifolium sibiricum fue descrita por (Carlos Linneo) Kitam. y publicado en Acta Phytotaxonomica et Geobotanica 9(3): 157. 1940.
Sinonimia
- Artemisia sibirica (L.) Maxim.
- Chrysanthemum trinioides Hand.-Mazz.
- Tanacetum sibiricum L.[4]